# Berthevin de Parigny
Pour l’article homonyme, voir Saint-Berthevin.
Berthevin ou Brévin est un diacre martyr né à Parigny (Manche), près de Saint-Hilaire-du-Harcouët et vénéré comme saint par l'Église catholique.

## Biographie
L'origine de ce nom serait germanique Bertwin(us). L'histoire de saint Berthevin aurait été écrite au XIIe ou XIIIe siècle par un moine de l'abbaye du Mont-Saint-Michel.
Il naquit au IXe siècle. Berthevin était un clerc, membre la famille noble d'Argence. Il serait le fils de Pierre d'Argence. Un village éponyme existe encore à Parigny, « Pied d'argent », contigu au village de Lorberye. 
Vers l'an 900, il vécut en ermite dans une grotte en bordure du Vicoin, (près de Saint-Berthevin-les-Laval). C'est la minuscule grotte du Rocher de la Chaire qui mesure 15m de haut et 67m à sa base. Ce rocher aurait pu être lieu de culte druidique avant l'arrivée du christianisme.
Belaillé, le seigneur de Laval, remarqua ses vertus ; il le chargea d'assurer l'éducation de ses enfants. Berthevin s'acquitta de sa nouvelle fonction avec zèle mais la société des gens de guerre, grossiers comme des charretiers, ne lui convint pas. Ce fut la raison pour laquelle, dès qu'il en avait le loisir ; il allait se retirer dans sa grotte pour y prier et instruire les enfants des alentours.
Le sieur Bellailé apprécia très vite ses qualités. Conseiller personnel du seigneur, le jeune diacre finit par accepter la surintendance de sa maison. Mais cette présence du jeune homme et surtout la pureté de ses mœurs qui contrastait avec le désordre régnant, à cette époque, chez les vassaux du seigneur, excitèrent des jalousies. On l'accusa d'avoir osé attenter à la vertu de la dame Bellailé. On le surveilla jour et nuit. Surpris en train de prier dans son minuscule oratoire, le jeune homme fut tué à coups de dagues et son corps projeté dans le Vicoin.
Une autre tradition le désigne comme martyr des vikings et canonisé. Sa dépouille fut, au terme d'un retour « miraculeux », trainée par une génisse, et rapportée en l'église de Parigny. 
Le corps du jeune diacre fut inhumé dans la cathédrale de Lisieux.

## Légende, tradition de l'eau
Sa marraine, à l'Orberie, après une vision, eut la révélation de l'endroit où il reposait. Elle reçut l'ordre de retrouver et de transporter la dépouille de son filleul à Parigny. Elle fit atteler deux génisses, dont les cornes, poussèrent dans la nuit ! Les animaux gravirent tout seuls les obstacles accumulés, escaladèrent les falaises on ne sait trop comment car elles étaient verticales, et ramenèrent le corps à Parigny... pour y être enterré.
Mais sur le chemin du retour, l'attelage funèbre croisa un chasse à courre, la biche poursuivie par le seigneur du lieu se blottit sous le chariot ramenant la dépouille de Berthevin. La biche fut épargnée par le seigneur. À la place où cette biche s'était couchée, une source jaillit. Une eau miraculeuse, évidemment, dont l'eau avait le pouvoir de guérir les malades. Cette fameuse fontaine se trouve à Saint-Berthevin-la-Tannière.
Sur le lieu du miracle, on bâtit une église, une paroisse : Saint-Berthevin-la-Tannière fut ainsi fondée (un vitrail moderne dans l'église de Saint-Berthevin-la-Tannière raconte cette légende).
On dit qu'il se passa la même histoire ou presque en arrivant à Parigny... Le chariot mortuaire croisa une nouvelle chasse à courre mais cette fois, la biche poursuivie disparut. Le seigneur promit de construire une église si on lui rendait l'animal... La biche fut sans doute retrouvée. Les vaches s'impatientaient, l'une d'elles, donnant un coup de corne dans le sol. Cette corne se brisa, et à l'endroit, jaillit, une source. La légende dit que tous les ans elle se rapproche d'une coudée vers le clocher de Parigny et quand elle l'atteindra ce sera la fin du monde. Cette source alimente en eau la commune de Parigny.
Un nommé Renaud, guéri par saint Berthevin, s'était construit une cabane à quelques pas de la fontaine située entre l'église et le Vicoin. Il soulagea les pèlerins malades en leur faisant couler de l'eau de la fontaine sur la tête. Plus tard, des prisonniers assurèrent devoir leur liberté retrouvée à saint Berthevin. Ils venaient lui offrir leurs chaînes et on dit que le poids de tous ces liens faisait la charge de deux chevaux.
À Saint-Berthevin près de Laval, la grotte du Petit Saint Berthevin est associée à une tradition voulant que toute fille chaste venant s'y recueillir se marie dans l'année, à condition d'y déposer une croix de bois.

## Reliques
La chasse de saint Berthevin ainsi que la corne de la génisse existent encore en l'église de Parigny. 
Cette corne a été expertisée en juin 1997 par un spécialiste Caennais, Michel Rioult, qui hésitait entre le cornillon d'aurochs (urus) ou des descendants domestiqués de cette espèce sauvage, ou encore, de bison. Un vitrail de la chapelle latérale de l'église de Parigny consacrée à Saint-Berthevin, illustre cette légende...
Une fontaine dans le même village, —dite de Saint Berthevin — était jusqu'au début du XXe siècle un lieu de pèlerinage : l’eau de la source était censée guérir de diverses maladies.

## Sources
- A. Angot in "Dictionnaire historique ... de la Mayenne" Laval (Mayenne), 1902. tome 1 page 237/238 avec sources.
- la Gazette de la Manche du 30 octobre 1998 ;
- La Mayenne Mystérieuse de Gilbert Chaussis. Siloé, 2003.
- Hyppolyte Sauvage et Victor Gastebois, in "chroniques du Mortainais", Revue d'archéologie du Pays de Mortain et d'Avranches